# Martin Marić
Martin Marić (ur. 19 kwietnia 1984 w Belgradzie) – chorwacki lekkoatleta największe sukcesy odnoszący jako dyskobol.
Srebrny medalista mistrzostw Europy juniorów (2003). Mistrz NCAA (2009). Wielokrotnie reprezentował swój kraj na największych międzynarodowych zawodach w kategorii seniorów, kilkukrotnie awansował do finałów uniwersjady i igrzysk śródziemnomorskich (w 2013 zdobył na nich złoty medal), zajął 10. miejsce podczas mistrzostw Europy (Barcelona 2010). W swoim olimpijskim debiucie (Pekin 2008) zajął 29. lokatę w eliminacjach rzutu dyskiem i odpadł z dalszej rywalizacji. Na tym samym etapie zakończył swój udział w igrzyskach w Londynie w 2012 (17. miejsce). Reprezentant Chorwacji w zawodach pucharu Europy oraz drużynowych mistrzostw Europy. Wielokrotny mistrz Chorwacji (także w rzucie oszczepem), w 2008 został międzynarodowym mistrzem Słowenii w rzucie dyskiem. Rekordzista Chorwacji w rzucie dyskiem (67,92 w 2014).
W 2014 otrzymał karę dwuletniej dyskwalifikacji za stosowanie niedozwolonego dopingu (do 5 sierpnia 2016).

## Rekordy życiowe
- rzut dyskiem  – 67,92 (2014) rekord Chorwacji
- rzut oszczepem – 72,31 (2006)